# L'Enfer des héros
Pour plus de détails, voir Fiche technique et Distribution.
L'Enfer des héros (Eroi all’inferno) est un film de guerre italien sorti en 1974, réalisé par Aristide Massaccesi sous le pseudo de Michael Wotruba.

## Synopsis
Un groupe de soldats, recrutés parmi des individus peu recommandables, exécute héroïquement une intervention en pleine guerre : beaucoup d'entre eux y perdent la vie.

## Fiche technique
Sauf indication contraire, les informations mentionnées dans cette section peuvent être confirmées par la base de données cinématographiques IMDb,  présente dans la section « Liens externes ».
- Titre français : L'Enfer des héros
- Titre original : Eroi all'inferno
- Genre : Film de guerre
- Réalisation : Aristide Massaccesi (sous le pseudo de Michael Wotruba)
- Scénario : Aristide Massaccesi
- Production : Le Produzioni Associate
- Photographie : Aristide Massaccesi
- Montage : Piera Bruni, Gianfranco Simoncelli
- Musique : Vasil Kojucharov
- Décors : Carlo Gentili
- Costumes : Carlo Gentili
- Maquillage : Emilio Trani
- Durée : 82 minutes
- Pays de production :  Italie
- Langue originale : italien
- Distribution en Italie : Indipendenti regionali
- Date de sortie
  - Italie : 27 novembre 1974
  - France : 16 avril 1980[1]

## Distribution
Sauf indication contraire, les informations mentionnées dans cette section peuvent être confirmées par la base de données cinématographiques IMDb,  présente dans la section « Liens externes ».
- Lars Bloch : capitaine Alan Carter
- George Manes : Duncan
- Carlos Ewing
- Ettore Manni : Bakara
- Klaus Kinski : général Kaufmann
- Rosemarie Lindt : Maria
- Luciano Rossi (sous le pseudo de Lu Kamante) : commandant allemand
- Luis Joyce
- Franco Garofalo (sous le pseudo de Christopher Oakes) : Pratt
- Stan Simon
- Domenico Maggio (sous le pseudo de Dick Foster) : un officier
- Edmondo Tieghi : Julien
- Luigi Antonio Guerra : Del Monte